# Ctrl Emotion
Ctrl Emotion je česká krátkometrážní filmová komedie z roku 2009, která je zároveň závěrečným studentským cvičením Vojtěcha Kotka, který film režíroval, napsal k němu scénář a sám v něm hraje roli barmana.

## Příběh
Film začíná v jistém baru, kde se programátor Viktor (Jiří Mádl) náhodně seznámí s rozhlasovou moderátorkou Evelínou (Tereza Voříšková). Po společně strávené noci vychází najevo, že Evelína stále na Viktora myslí a Viktor na ní nemůže zapomenout, přestože žije v jedné domácnosti se svou přítelkyní Olinou (Marika Šoposká). Viktorovi mezitím rodiče Oliny (matku hraje Světlana Nálepková) nabízejí práci, kterou, jak se v závěru ukáže, Viktor přijímá. Druhý večer po první schůzce se Viktor a Evelína snaží sejít se na místě, kde spolu strávili předešlou noc, o chvíli se však minou a vracejí se ke svým dosavadním životům.

## Premiéra
Premiéru si film odbyl 9. prosince 2009 v pražském kině Bio Oko v rámci festivalu studentských filmů s názvem iShorts.
Film byl vydán Českým filmovým centrem spolu s dalšími krátkometrážními filmy koncem ledna 2010 na DVD s názvem Czech Short Films vol.1.

## Ocenění
V rámci festivalu Studentský smích 2010 v Novém Městě nad Metují film získal Hlavní cenu v kategorii nejlepší studentské dílo.
Ve stejném roce film také vyhrál festival Fast fest 2010 v Mladé Boleslavi. 

## Obsazení
| Jiří Mádl          | Viktor              |
| Tereza Voříšková   | Evelína             |
| Marika Šoposká     | Olina               |
| Světlana Nálepková | Olinina matka       |
| Vojtěch Kotek      | barman              |
| Eliška Křenková    | Evelínina kamarádka |
| Pavel Štěpánek     | Olinin otec         |
| Vojtěch Parák      | číšník              |